# Kozma Andor
Leveldi Kozma Andor (Marcali, 1861. január 12. – Budapest, 1933. április 16.) költő, műfordító, a Magyar Tudományos Akadémia tiszteleti tagja.[forrás?]

## Család, tanulmányok
A régi dunántúli református nemes leveldi Kozma család sarja. Édesapja, leveldi Kozma Sándor (1825–1897), főügyész, édesanyja, lipcsei Dóczy Regina (1836-1879) volt. Abból a nemzedékből származott, mely kegyelettel őrizte 1848 emlékét, de elismerte a kiegyezés, a polgárosodás szükségességét. Fivére Kozma Ferenc, aki Bárd Miklós néven a kor elismert, nacionalista-konzervatív költője volt, mérnöknek indult, de hamarosan hivatásos katonatiszt, tábornok lett.
Kozma Andor középiskoláit Pápán a református kollégiumban, majd Felsőlövőn, de legtovább a budapesti evangélikus főgimnáziumban végezte el. A budapesti tudományegyetemen jogot hallgatott, azután a katonai évét szolgálta le, majd a tiszti rang megszerzése után polgári állásban helyezkedett el.

## Pályafutása
1885-ben a legnagyobb hazai biztosító társaság, az Első Magyar Általános Biztosító Társaság tisztviselője, majd főtitkára lett. Ugyanakkor állandó munkatársa volt a Pesti Hírlap-nak, a Budapesti Hírlapnak, A Nemzetnek, a polgári liberális demokrata Az Ujságnak, az akkori irodalmi haladás főorgánumának, A Hétnek. A Borsszem Jankó szívesen közölte az irodalmi és politikai élet jelenségeiről rögtönzött, csattanós verseit. Kozma Andor Az Ujság hasábjain Koboz aláírással verses heti krónikákat írt, amelyekben ironikusan, néha szatirikusan kommentálta a politikai eseményeket. Andronicus néven vasárnapi tárcái jelentek meg a Nemzetben. 1893-tól a Kisfaludy Társaság tagjává választotta, 1899-től pedig annak másodtitkára lett. 1910-től 1918-ig kormánypárti programmal országgyűlési képviselő is volt.
Nagy része volt abban, hogy Ady Endre a főváros irodalmi díját elnyerte, és támogatta a fiatal Móricz Zsigmondot is. Mindketten nagy tisztelettel és elismeréssel írtak róla.
Az első világháborút követő összeomlás, a forradalmak és a trianoni béke törést okozott életében (A Táltos álma, Győztesek című versei). A forradalmat és a Tanácsköztársaságot elítélte (Haláltánc, A három-egy szín, Hontagadás divatja c. versek), de az ellenforradalom eszközei visszariasztották (A terror színe c. vers). Ettől kezdve visszavonult a közélettől még a költészetében is.
Legjelentősebb műfordítói munkája Goethe Faustja mindkét részének fordítása volt, amely 1924-ben jelent meg. Ezt a Nemzeti Színház később be is mutatta. 1920-ban a Kisfaludy Társaság főtitkárjává, az Akadémia pedig tiszteleti tagjává választotta meg. 1922-ben hatalmas eposza, a Turán jelent meg, amelyet e műfajban követett a Honfoglalás (1925) és Petőfi (1927), mely utóbbi a Petőfi Társaságot arra indította, hogy Kozma Andort tiszteletbeli tagjává válassza.
1925-ben gróf Zichy Gézáról az Akadémián tartott emlékbeszédét adta ki. 1929-ben a Kisfaludy Társaság másodelnökévé választotta meg. Utolsó könyve, Lenau Faustjának fordítása 1931-ben jelent meg. Ez évben agyvérzést kapott, amely véget vetett irodalmi működésének. Egyre hanyatló egészségi állapotban még két évig élt, míg 1933. április 16-án szenvedéseitől megváltotta a halál, melyet agyvérzés és hurutos tüdőlob okozott.
Budapesten temették el a Kerepesi úti temetőben, a székesfőváros által adományozott díszsírhelyen. Sírjára Pátzay Pál síremlékét állították.

## Házassága és gyermekei
1886. június 2-án Pozsonyban feleségül vette gyermekkori barátnéját és szerelmét, nagyszekeresi Fésűs Gizellát (1867-1945), nagyszekeresi dr. Fésüs György (1841-1914), udvari tanácsos, jogtanár, író, és jászai Berczik Gizella (1844-1916) leányát. A házasságból született: Gizella, Andrea, Mária, István.

## Emlékezete
Somogy vármegye közönsége és a Berzsenyi Irodalmi és Művészeti Társaság emléktáblával jelölte meg marcali szülőházát, a csurgói Csokonai református gimnázium kertjében szobrot állítottak emlékének. A két világháború között iskolai tananyag volt, A karthágói harangok című versét kötelezően tanulták a diákok. Az 1948-as fordulat után viszont a kommunista kultúrpolitika nacionalizmus és dzsentri szemlélet ürügyén indexre tette, műveit többé nem adták ki. A Kádár-korszakban tűrt kategóriába került, antológiákban szórványosan megjelenhettek versei, és a Magyar Rádió is foglalkozott munkásságával. A rendszerváltás után 2001-ben kiadták kéziratban maradt töredékes önéletrajzát, egy erdélyi kiadó 2007-ben megjelentette Honfoglalás című elbeszélő költeményét, és 2016-ban megjelent válogatott műveinek kötete.
Neve szerepel a Deák Téri Evangélikus Gimnázium, egykori iskolája híres diákjainak nevét megörökítő emléktáblán, melyet az iskola előterében 2014-ben állítottak. Budapest XI. kerülete (Újbuda) és a leszármazottak 2015-ben emléktáblával jelölték meg egykori lakhelyét a Szent Gellért téren.

## Móricz-ijellemzése
„Éléseszű, hideg, acélos rugalmasságú, következetes, túl józan fejű írónak ismerik őt, akire hűvös tisztelettel és elhúzódó gyanakodással lehet csak nézni, mint egy előkelő idegenre, az irodalom berkeiben. És pedig Kozma Andor a bájos, gyorstüzelő fantáziájú, sziporkázó ötletű s egészében véve a naiv, melegkedélyű emberek legkedvesebb fajtájából való. Zömök gyúrású magyar feje állandóan a vérbeli jó egészség szíves mosolyával ékes; szeme olyan vidám bogárként röpköd szerteszét, amely csak szórakozik és keres, de nem is tudja, hogy fullánkja is van. Egész külső valósága olyan emberre vall, aki hírét sem ismeri belülről a szláv önkínzásnak és lelki gyötrődésnek. Igazi, csontvelőig való magyar ember, aki nem morfondírozik, ha sújt; nem filozófiát főz, de rögtön ítéleteket vág ki. Nem hideg, szívós tőrvívó, hanem magyar levente, aki minden percben kész a hatvágásra.” Móricz Zsigmond írása Kozma Andorról a Nyugat 1909. évi, 20. számában.

## Költészete
Az 1890-es években megjelent verseskötetei jelentőségükben Heltai Jenő, Ignotus és Makai Emil ugyanebben az évtizedben megjelent verseskönyveivel egyenrangúak. Még érzelmes vallásossága is párhuzamba hozza Kiss Józseffel vagy Makai Emillel. Egyik legismertebb verse A karthágói harangok, műfajilag verses novellának mondható, de talán az egész századfordulón a legszebb hitvallás volt 1848 emléke mellett.
Fehér kereszt című versét a «Fehér kereszt egyesület» javára 1891. február 13-án a magyar királyi operaházban rendezett díszelőadás alkalmával maga Jászai Mari szavalta.

## Értékelése

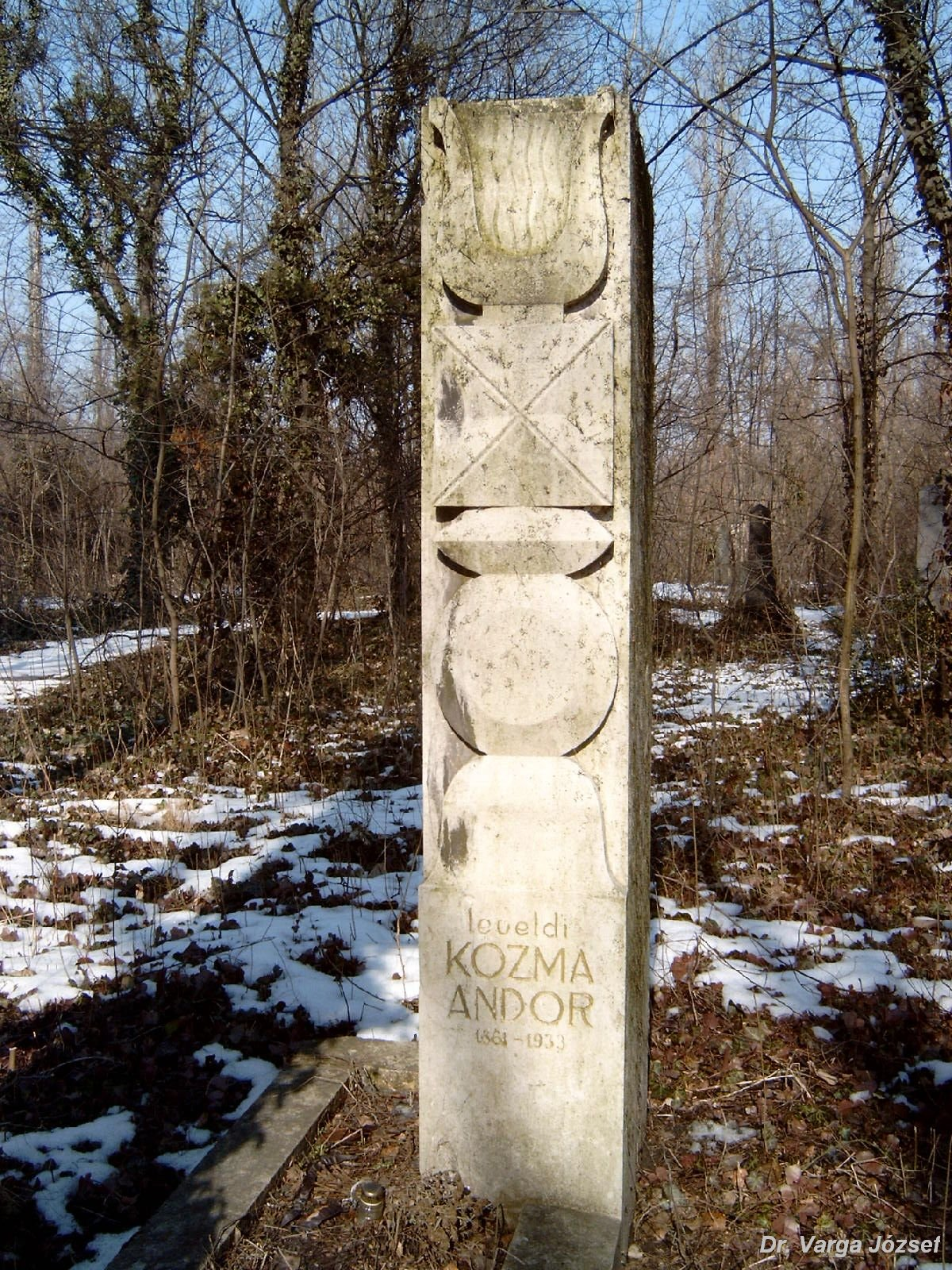
Kozma Andor sírja Budapesten, Kerepesi temető: 47-1-89. Pátzay Pálé alkotása

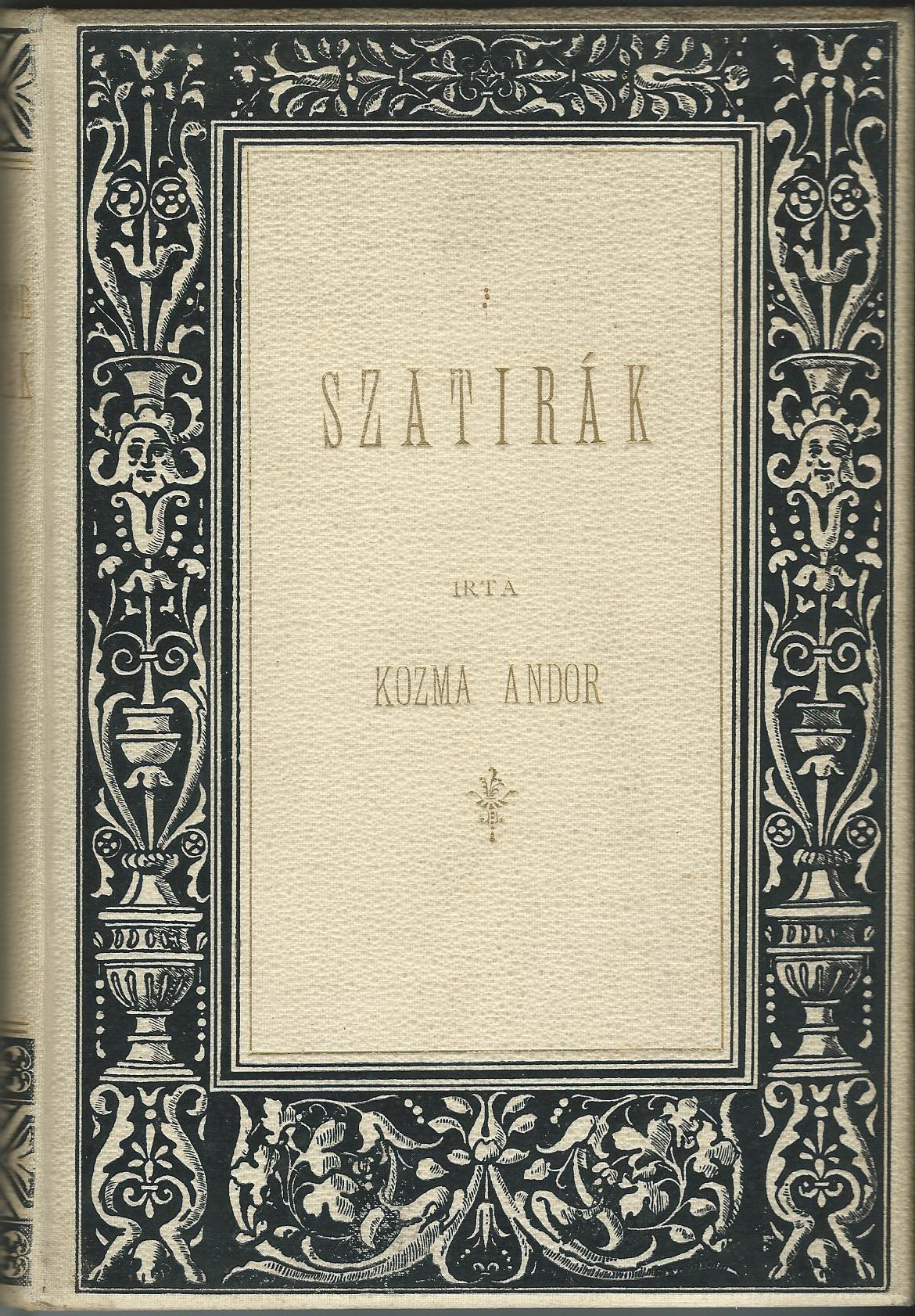
Szatirák c. műve 1898-as kiadásának borítója

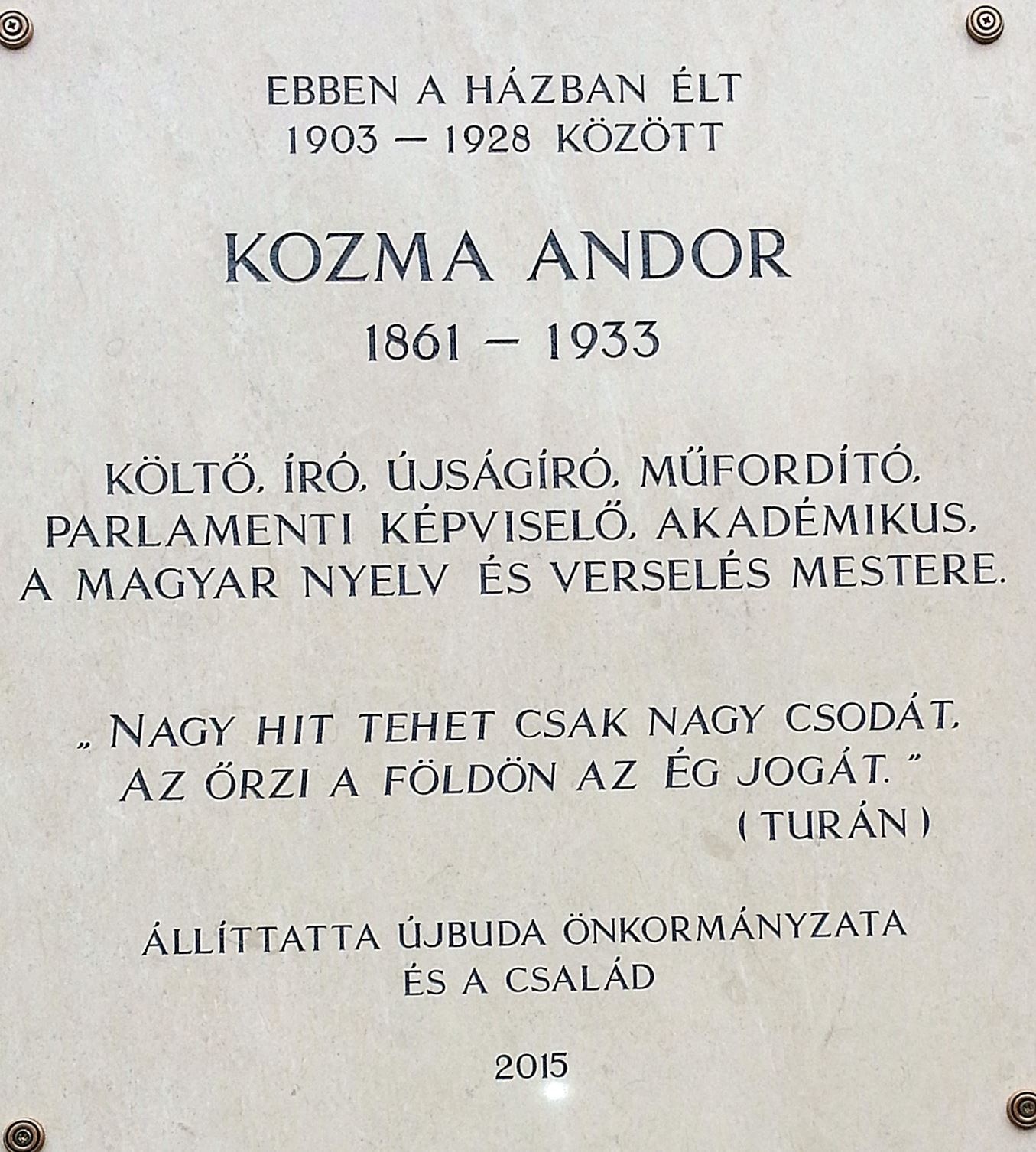
Emléktáblája:
XI. kerület Szent Gellért tér 3.

„Nincs igazán megfelelő helye irodalomtörténetünkben”. Kozma Andort az irodalomtörténet odasorolja a „népnemzeti” konzervativizmus végső képviselői közé, pedig nemcsak jó költő, hanem virágkora idején még jelentékeny költő is volt. Ugyanúgy szemben állt a népnemzeti maradisággal, akár Heltai Jenő, Arany János költészetéhez ugyanúgy az Őszikéknél csatlakozott, mint A Hét egész köre. Maga is munkatársa és eszmetársa volt A Hét ifjú költőinek az 1890-es években.

## Művei
- A tegnap és a ma (versek, Budapest, 1889) (Nagyrészt politikai és társadalmi verseket, szatírákat tartalmaz. Gyorsan három kiadást ért meg.)
- Korképek (Budapest, 1892)
- Versek (Budapest, 1893)
- Szatírák (versek, Budapest, 1898)
- Vig elbeszélések (Budapest, 1898) Online
- Vallásos költemények (Budapest, 1902)
- Magyar symphoniák (Budapest, 1909)
- A katona a magyar költészetben (Budapest, é.n. [191?]) Online
- Gyulai Pál, az ember és a költő (tanulmány, Budapest, 1912)
- Eötvös József (tanulmány, Budapest, 1913)
- Baksay Sándor (tanulmány, Budapest, 1916)
- Hetedhét országból (útirajzok, Budapest, 1916)
- Magyar Rhapsodiák (Budapest, 1920)
- Turán (ősrege, Budapest, 1922)
- Honfoglalás (történelmi rege, Budapest, 1925, Marosszentgyörgy, Románia, 2007)
- Arany János (tanulmány, Budapest, 1926)
- Petőfi (költői regény, Budapest, 1927)
- Posztumusz versek; in: Merényi Oszkár: Kozma Andor. Adalékok és tanulmányok a költő életének és műveinek ismertetéséhez. A költő posthumus verskötetével; Új-Somogy Ny., Kaposvár, 1941 (Csurgói könyvtár)
- Az öreg iskola; összeáll., utószó Merényi László; Jókai Városi Könyvtár, Pápa, 2001 (Pápai diákok)
- Életem. Marcali, Kaposvár, Pest-Buda, Pápa az 1860-as években; sajtó alá rend. Varga Éva; Somogy Megyei Múzeumok Igazgatósága, Kaposvár, 2001
- Honfoglalás. Történelmi rege; Hoppá!, Marosszentgyörgy, 2007
- A karthágói harangok. Válogatott versek és prózai írások; vál., szerk., jegyz. Tasnádi Kovács Péter, szerk, utószó Szörényi László; Napkút, Budapest, 2016 (Remekírók retró)